# Henri Abraham

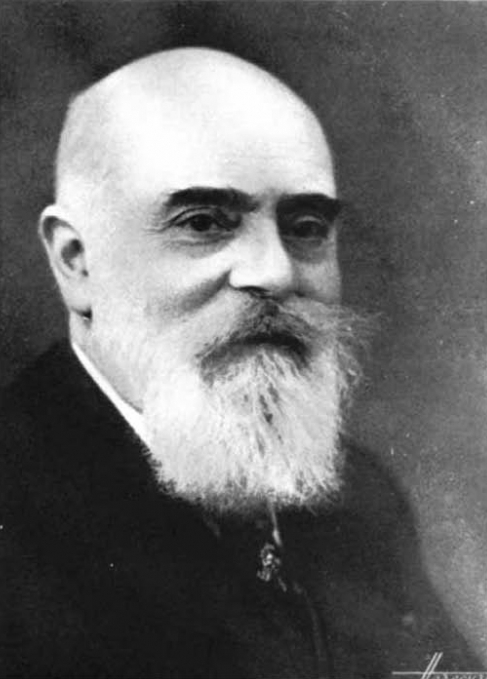
Henri Abraham (circa 1935)

Henri Abraham (geboren am 12. Juli 1868 in Paris; gestorben um den 12. Dezember 1943 im Konzentrationslager Auschwitz) war ein französischer Physiker.
Abraham studierte ab 1886 an der École normale supérieure (ENS) und an der Sorbonne. 1889 gewann er den Wettbewerb der Agrégation in Physik und 1892 wurde er an der ENS promoviert. Er war Gymnasiallehrer am Lycée Louis-le-Grand bis 1900, ab 1897 Chargé des conférences an der ENS und ab 1900 Maître de conférences an der ENS. Er leitete dort das Physik Labor und wurde nach der Angliederung der ENS an die Universität Paris 1904 dort Chargé de Cours für Physik, delegiert an die ENS, ab 1912 als Titularprofessor. Im Ersten Weltkrieg reiste er 1917 zusammen mit Ernest Rutherford und Charles Fabry in die USA, um die Frage der U-Boot-Abwehr zu diskutieren. 1937 emeritierte er und Eugène Bloch wurde sein Nachfolger als Direktor des Physiklabors und Pierre Auger als Maître de conférences.
1943 wurde er in Aix-en-Provence durch die Miliz aufgegriffen und nach Auschwitz deportiert, wo er wahrscheinlich gleich nach seiner Ankunft ermordet wurde.
1922 war er Austauschprofessor in Brasilien.
In seinen Arbeiten beschäftigte er sich hauptsächlich mit dem Elektromagnetismus. 
Von 1900 bis 1912 war er Generalsekretär der französischen physikalischen Gesellschaft und 1922 deren Präsident. Von 1922 bis 1943 war er Generalsekretär der IUPAP. Er ist einer der drei Physiker, dem zu Ehren der Prix des trois physiciens seit 1951 vergeben wird.

## Schriften
- Les quantités élémentaires d'électricité. Gauthier Villars, Paris 1905.
- Recueil de constantes physiques. Gauthier Villars, Paris 1913.
- Mitautor: Recueil d'expériences élémentaires de physique. Travaux d'atelier, géométrie et mécanique, hydrostatique, chaleur. Gauthier Villars, Paris 1914.
- Mitautor: Recueil d'expériences élémentaires de physique. Acoustique, optique, électricité et magnétisme. Gauthier Villars, Paris 1914.